# Thrigmopoeus truculentus
Thrigmopoeus truculentus là một loài nhện thuộc chi Thrigmopoeus trong họ Theraphosidae. Chúng được Mary Agard Pocock miêu tả năm 1899. Loài này phân bố ở Ấn Độ. 